# GoSupermodel
goSupermodel er et Online Community brugerforum etableret den 26. januar 2006, der henvender sig til piger i alle aldre og som primært fokuserer på at brugerne kan udfolde sig og udvikle sig indenfor kreativitet. Spillet er udviklet af watAgame (nu Momio ApS) i Danmark.
Registrering er påkrævet for at benytte siden. Under skabelsen af sin bruger, opretter man en avatar, som er en kvindelig model. På siden kan man spille spillene: Fotosession, Danseshow, Modematcher, Sketzmo og Backstage. Hvis man vinder i disse spil er præmien berømmelse og goPenge, berømmelse øger dit niveau på siden (derved kan man også få diverse ting - tøj, berømmelse og eksklusive gaver man selv kan vælge imellem), goPenge er sidens primære valuta - de indførte de senere år diamanter, som ikke er lige så nemme at få fat i medmindre man betaler for det, eller fanger dem via den flyvende gris. De kan skaffe dig ekslusive genstande.
Der er dog også andre måder at optjene berømmelse og goPenge på, nemlig ved at deltage i og vinde konkurrencer eller publicere sine egne magasiner. Derudover er der også en high-score liste på siden over bl.a. hvor meget berømmelse eller popularitet man har spillet sig til, eller hvor godt man klarer sig i de enkelte spil.
På siden kan man, mod betaling, opnå en række særlige fordele.
Der er desuden også et forum, hvor brugerne kan kommunikere og debattere med hinanden. Hver bruger har sin egen profil, hvor brugeren kan lave en beskrivelse af sig selv og skrive i sin goBlog.
Fonden Mediaplus har tidligere givet 375.000 kr. til udviklingen af spillet.
Spillet er også meget populært i Norge, men siden blev lukket d. 24. maj 2016, kl. 13:00 overalt da watAgame mente, der ikke længere var stor nok profit selv efter siden var blevet en betalingsside, men satser nu i stedet på et lignende socialt spil til Android og Apple - Momio.

12. december 2022 blev goSupermodel genåbnet.

## Kritik
Siden blev i 2006 kritiseret for product placement efter at man har kunnet købe en tøjserie til sine modeller ved navn Phink Industries af den danske tøjkoncern Bestseller. Dette fik dem til at afbryde samarbejdet med Bestseller, og forbrugerrådet har tidligere udtalt at det ikke var god markedsføringsskik , hvilket watAgame afviste.